# Spilomyia sayi
Spilomyia sayi (лат.) — вид журчалок из Северной Америки.

## Описание
Взрослые особи длиной 10,4—16.6 мм. Усики удлинённые. На втором и третьем сегменте брюшка сверху имеется одна жёлтая перевязь. Посещают цветки растений из семейства сложноцветных. Личинки живут в гниющей древесине.